# Ніл Салліван
Ніл Салліван (англ. Neil Sullivan; нар. 24 лютого 1970, Саттон) — колишній шотландський футболіст англійського походження, воротар.

## Клубна кар'єра
Народився 24 лютого 1970 року в місті Саттон. Вихованець футбольної школи «Вімблдона». Дорослу футбольну кар'єру розпочав 1988 року в основній команді того ж клубу, в якій провів дванадцять сезонів, взявши участь у 181 матчі чемпіонату. У 1992 році також недовго грав на правах оренди за «Крістал Пелес».
У 2000 році Салліван перейшов в «Тоттенгем Готспур», за який за три роки зіграв понад 80 ігор. Потім він перейшов в «Челсі», але не був основним воротарем, зігравши лише 8 матчів в усіх турнірах.
У червні 2004 року підписав контракт з «Лідс Юнайтед», де мав замінити Пола Робінсона, що покинув клуб. Салліван став переможцем в змаганні за перше місце з молодим воротарем Скоттом Карсоном. Однак після отриманої травми в сезоні 2006/07 був змушений тривалий час лікуватися, і в 2007 році був відправлений в клуб «Донкастер Роверз», де він виступав на правах оренди до кінця сезону. Далі, достроково розірвавши контракт з «Лідс Юнайтед», Салліван перейшов в «Донкастер Роверс» на повноцінній основі. Всього шотландський воротар встиг відіграти за клуб з Донкастера 200 матчів в чемпіонаті, перш ніж завершити ігрову кар'єру. Крім того у 2012—2013 роках Салліван стакож пограв на правах оренди за «АФК Вімблдон», правонаступника його рідного «Вімблдона»

## Виступи за збірну
1997 року дебютував в офіційних матчах у складі національної збірної Шотландії. Всього провів у формі головної команди країни 28 матчів.
У складі збірної був учасником чемпіонату світу 1998 року у Франції, але жодного разу не вийшов на поле, провівши всі три матчі збірної в запасі.

## Досягнення
- Гравець Року в «Тоттенгем Готспур» (1): 2001[3]
- Гравець року в «Лідс Юнайтед» (1): 2004-05